# University Village
University Village est un campus composé de trois immeubles situés à Greenwich Village dans le Lower Manhattan de New York aux États-Unis. Le complexe appartient à l'Université de New York et fut construit dans les années 1960 dans le cadre de la transition de l'université classique vers les campus résidentiels.
L'une des tours, la 505 LaGuardia Place, est une coopérative qui ne loge pas les étudiants. Les deux autres tours, la Silver Tower I et la Silver Tower II sont composées de logements pour les universitaires et les étudiants diplômés de l'Université de New York. Les immeubles furent construits par les architectes modernes Ieoh Ming Pei et James Ingo Freed. La place centrale abrite une sculpture de Carl Nesjar et de Pablo Picasso. En 2008, le complexe fut désigné Monument de New York (New York City Landmark) par la New York City Landmarks Preservation Commission.

## Histoire
En 1953, la commission municipale chargée du nettoyage des quartiers pauvres désigna trois îlots urbains dans le quartier de Greenwich Village devant être réaménagés et reconstruits conformément au Titre 1 de l'Housing Act de 1949. Le projet était appelé la zone de réaménagement du sud-est de Washington Square, dont la partie nord fut donnée à l'Université de New York alors que les deux autres parties situées au sud furent concédés à la société du Washington Square Village. Le bloc nord devint également le site de plusieurs bâtiments de l'université de New York, dont la Elmer Holmes Bobst Library, le Tisch Hall de la Stern School of Business, et le Warren Weaver Hall. Cependant, le faible taux de ventes des appartements situés dans la partie centrale du Washington Square Village amena la société qui en était propriétaire à vendre la partie sud à l'Université de New York en 1960. Dans le cadre de cet achat, l'Université de New York s'était engagée à construire 175 logements à faible coût sur le site.
C'est ainsi qu'en 1960, l'Université fit appel au bureau d'architectes I. M. Pei & Associates pour construire le complexe. Alors que Ieoh Ming Pei contribua au processus de conception, l'architecte principal du site était James Ingo Freed. Ce projet faisait partie du programme de transformation que l'Université de New York avait lancé dans les années 1950 afin que ses sites universitaires dispersés dans toute la ville soient centralisés en un campus à proximité de Washington Square Village.
À l'origine, le site devait intégrer un immeuble résidentiel de faible hauteur, mais Pei demanda que les plans soient modifiés de façon à ne construire que de hautes tours afin d'empêcher les immeubles aux alentours de masquer visuellement le futur complexe,,. Finalement, les plans des trois tours ayant chacune 30 étages fut approuvé par la ville et la construction commença en septembre 1964 pour s'achever en octobre 1966. La tour située au 505 de LaGuardia Place deviendra une coopérative d'habitation afin de répondre aux exigences du programme de logement sur les immeubles à bas coût initié dans les années 1950 par le sénateur Mitchell MacN et le député Alfred Lama. Les deux autres tours situées au 100 et au 110 Bleecker Street deviendront des appartements pour les étudiants de la faculté,.

## Prix et distinctions
- 1996 : Fait partie de la liste de Robert A. M. Stern des 35 monuments modernes en devenir[9].
- 1969 : Prix de l'éclairage public de l'Exposition Environnement à New York de l'American Institute of Architects[3]
- 1967 : Prix d'honneur national de l'American Institute of Architects[10]
- 1967 : Prix Albert S. Bard du City Club of New York[11]
- 1966 : Prix du Conseil de l'industrie du béton[1]
- 1966 : Prix Ten Buildings That Climax an Era de Fortune Magazine[12]